# Москва-Сити (транспортно-пересадочный узел)
«Москва́-Си́ти» (до 31 марта 2024 — «Те́стовская») — транспортно-пересадочный узел (ТПУ), расположенный в Москве, в районе делового центра «Москва-Сити».

## История
Строительство ТПУ, как такового, началось с создания пешеходного тоннеля длиной около 30 метров под путями Московского центрального кольца (МЦК) в районе делового центра «Москва-Сити», в рамках создания остановочного пункта Тестовская (проектное название — «Камушки») на четвёртом Московском диаметре (МЦД-4).
Тоннель позволит соединить станции «Москва-Сити» двух диаметров: МЦД-1 и МЦД-4. Пересадка, спроектированная по принципу «сухие ноги», с его использованием займёт не более пяти минут.
Открытие новой станции «Тестовская» состоялось 9 сентября 2023 года одновременно с открытием МЦД-4, строительство второго, северного, вестибюля продолжается. Выход открылся для пассажиров 5 апреля 2024 года.
С 19 октября 2023 года поезда МЦД-1 останавливаются на временной платформе.
31 марта 2024 года станция «Тестовская» МЦД-4, станция метро «Международная» и станция МЦК «Деловой центр» были переименованы в «Москва-Сити», а станция метро «Выставочная» — в «Деловой центр».
20 июня 2024 года открыта прямая пересадка с южного вестибюля станции МЦД-4 «Москва-Сити» на станцию МЦК.
22 июня 2024 года станции «Деловой центр» и «Шелепиха» БКЛ были закрыты сроком на 2 года для строительства камеры съездов и их интеграции в будущую Рублёво-Архангельскую линию.

## Описание
ТПУ включает в себя 9 (девять) станций трёх линий метро, МЦК и МЦД (МЦД-1 и МЦД-4).
Станция «Москва-Сити» является самой высокой станцией на МЦД-4 и самой высокой железнодорожной станцией в Москве, построенной на эстакаде (высота более 15 м).

### Состав
В пешей доступности от станции до станции расположены станции метро, МЦК и МЦД (МЦД-1 и МЦД-4):
1. «Москва-Сити»  МЦД-4,
2. «Тестовская (Москва-Сити)»  МЦД-1,
3. «Москва-Сити»  Филёвской линии,
4. «Деловой центр»  Филёвской линии,
5. «Деловой центр»  Солнцевской линии,
6. «Шелепиха»  Рублёво-Архангельской линии (временно закрыта с 2024 по 2026 годы),
7. «Деловой центр»  Рублёво-Архангельской линии (временно закрыта с 2024 по 2026 годы),
8. «Шелепиха»  Московского центрального кольца,
9. «Москва-Сити»  Московского центрального кольца.

### Наземный общественный транспорт
Остановки городского общественного транспорта в составе узла. На этой станции можно пересесть на следующие маршруты городского пассажирского транспорта:
- Автобусы: с344, с369, м31, м32, м34, 27, 69, 152, 155, 294, 366

## Перспективы
- В 2023 году началась реконструкция станции «Тестовская» МЦД-1. Открытие обновлённых платформ состоится в 2026 году[11].